# 齊格弗里德 (歌劇)
《齊格弗里德》（德語：Siegfried）是《尼伯龍根的指環》（Der Ring des Nibelungen）的第三部歌劇，由華格納作曲及編劇。《齊格弗里德》於1876年8月16日在拜罗伊特节日歌劇院首演。由Georg Unger飾演Siegfried，Max Schlosser飾演Mime，Franx Betz飾演Wotan，Karl Hill飾演Alberich，Amalie Materna飾演Brünnhilde。

## 角色
- 齐格弗里德（Siegfried）—男高音
- 米梅—男高音
- 众神之王沃坦（Wotan）—男低音
- 法夫納（Fafner）—男低音
- 智慧女神埃尔达（Erda）—女低音
- 布倫希尔德（Brünnhilde）—女高音
- 林中鳥—女高音

## 劇情

### 第1幕
前奏曲沉稳平缓的旋律引出「沉思的动机」，这个力量表现了米梅的密谋，接下来的音乐都环绕着这个力量展开。首先弦乐奏起了「尼伯龙根的动机」，此处音乐慢慢生动起来，接着是管乐的「指环的动机」，暗指米梅的目的，到达高潮的时候小号吹出的「剑的动机」，渐缓。
森林中的一个洞穴裡，终日传出敲打铁器的声音，尼伯龙根族的侏儒米梅正在铸剑，可是不管他用什么方法，他每铸好一把剑就被齐格弗里德弄断。米梅希望齐格弗里德能够杀死变成大蛇的法夫納，为他取得指环，因此他急于早日造出把新剑（「沉思的动机」/「宝剑的动机」/「瓦爾哈拉的动机」）。这时，披着兽皮的齐格弗里德进来（「号角的动机」），见他牵着捕获的一头熊，米梅吓得滚倒在地，而齐格弗里德则觉得有趣，直到米梅表示新剑已铸好，齐格弗里德才将大熊放回森林。然而新剑又被齐格弗里德击碎了，他责怪米梅无用（「青年人力量的动机」）。伤心的米梅哭着讲起他是如何养育齐格弗里德的（「米梅的动机」/「美的动机」），但齐格弗里德早已听得不耐烦了（「齐格弗里德的动机」），他说自己一点也不喜欢米梅，指出米梅面目可憎，他们两个人长得不一样，并说林中的野兽都成双成对，齐格弗里德问起父母的事情（「向往爱的动机」）。米梅无奈，终于说出实情（「养育之歌），多年前他救了一个在森林中昏倒的女人，她在山洞中生下齐格弗里德后不久便死了，那女人的名字叫齐格琳德，至于他父亲则不知是被谁杀害的。齐格弗里德说没有证据自己无法相信（「剑的动机」/「沉思的动机」）。米梅拾起地上折断的剑说是齐格蒙德的遗物（「剑的动机」），齐格弗里德仔细的审视起断剑，并要求米梅必须将剑铸造成新的。齐格弗里德走出山洞（流浪之歌，「年轻人力量的动机」），他心里想一等剑铸好就离开米梅，要过像鸟一样自由的生活。

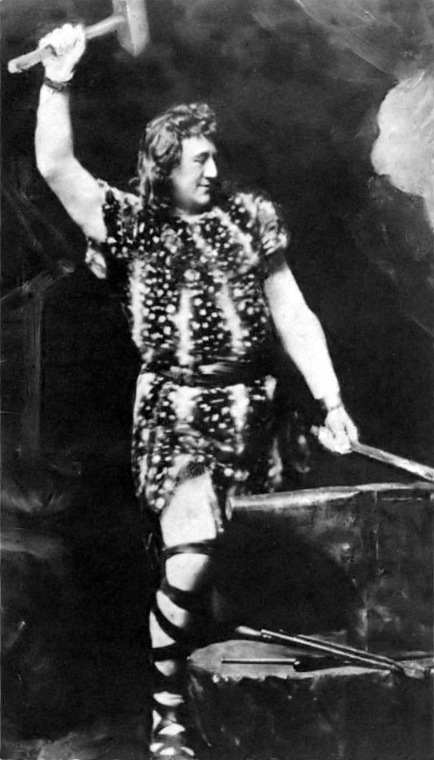
正在修復神劍諾通（Nothung）的齊格菲，攝於1909年演出時的劇照

无法铸好剑的米梅感到沮丧（「绝望的动机」），扮作流浪者的沃坦出现在他面前（「流浪者的动机」），他请米梅问他三个问题，愿以自己的头颅作赌注（「契约的动机」）。米梅便问（「沉思的动机」）：「哪个种族住在黑暗的地下？」沃坦回答说：「是尼贝尔海姆的尼伯龙根族的侏儒。」并且他还讲出抢走莱茵黄金的阿尔贝里希，以及拥有魔力的指环（「指环的动机」）。米梅的第二个问题是（「巨人的动机」）：「地上住着哪一族类？」回答说：「巨人，受到阿尔贝里希的诅咒，弟弟法弗纳为了指环杀了哥哥法索尔特，现在变成一条巨蛇看守尼伯龙根的财宝。」（「蛇的动机」）第三个问题是（「瓦爾哈拉的动机」）：「天上为谁的领地？」流浪者回答他：「沃坦，他与众神住在瓦爾哈拉统治世界。」流浪者答对了米梅的三个问题，现在轮到他问米梅（「维尔塞的动机」）：「这世上哪一族的人血亲间互相残杀？」米梅回答道：「维尔塞族」，他讲到齐格蒙德是沃坦的儿子，是沃坦亲手葬送了他，现在维尔塞族中最勇敢的人是齐格蒙德的儿子齐格弗里德。沃坦再问（「剑的动机」）：「有一个尼伯龙根人将齐格弗里德养育成人，想靠他杀死巨人取得指环，齐格弗里德要用什么武器才能打赢大蛇？」回答说：「是齐格蒙德留下的一把断剑。」最后一个问题是（「齐格弗里德的动机」）：「谁能够重新铸好这把剑？」这下米梅为难了，他答不出来（「绝望的动机」/「年轻人力量的动机」）。最后流浪者预言道会有一个英雄将剑铸好，并说米梅的性命将失在这个人的手上（「齐格弗里德的动机」）。
流浪者走后，米梅坐在地上发呆，心里十分恐惧（「火焰的动机」与「蛇的动机」，「恐惧的动机」）。齐格弗里德哼着歌回来，他看到米梅奇怪的表现就问他怎么不铸剑，神志不清的米梅却只一味说着恐惧，齐格弗里德便问他什么是恐惧。这时米梅清醒过来，他讲起火焰与变作大蛇的法弗纳，而齐格弗里德毫无畏惧，他只是催米梅快快铸剑好让他早日出外闯荡，学习恐惧。见米梅无意铸剑，齐格弗里德便自己动起手来，他一边生火一边唱起了锻造之歌（「号角的动机」/「诺顿克的动机」），他奋力挥起了铁锤，每一下敲打都激得火星四溅（「年轻人力量的动机」），剑浸入水里发出嗤嗤的声音，火光照亮了他充满喜悦的脸。眼看剑将铸成，米梅便在心中盘算，他想等齐格弗里德杀死大蛇后就骗他喝下毒药，乘他昏睡，自己再将他杀死，于是在一旁开始煮一锅加入毒药的汤。终于剑铸成了，齐格弗里德高举起剑欢呼，一剑劈去，竟将铁砧劈成两半（「剑的动机」，诺顿克之歌）。

### 第2幕
前奏曲提琴与定音鼓奏出「巨人的动机」的变型，以此代表法弗纳，接着低音号加入进来，奏出预示危险的「蛇的动机」，之后是木管的「指环的动机」与长号的「诅咒的动机」，结尾处，「憎恨的动机」将旋律推向高潮。
黎明前，森林的深处，法弗纳的洞穴口。阴影中，阿尔贝里希窥探被夺去的宝藏，一心想要再夺回来（「憎恨的动机」）。风吹开了树枝，一缕光照射过来，沃坦穿着流浪者的衣服出现，阿尔贝里希认出了他，怨恨的咒骂他，沃坦说出米梅的阴谋后离开。这时齐格弗里德与米梅走来，阿尔贝里希立刻躲起来。米梅对齐格弗里德描述着大蛇的可怕之处，但齐格弗里德的觉得厌烦，便赶他走，米梅退到不远处，心里希望齐格弗里德与法弗纳同归于尽。齐格弗里德坐在一棵树下等待大蛇醒来，他忧愁的想起了自己的身世（「维尔塞的动机」的变型），这时森林中发出微微萧萧的响声打断了他（森林的窃窃私语，Waldweben，常在音乐会上单独演奏）。清晨万物苏醒的声音令他着迷，小鸟聚在他身边唱着听不懂的歌（「小鸟的动机」），想回应它们齐格弗里德吹起了用芦苇作的笛子，却无法模仿鸟鸣声，便吹响了自己的号角（「号角的动机」/「齐格弗里德的动机」）。嘹亮的号叫声惊醒了大蛇，牠爬出洞穴（「蛇的动机」），齐格弗里德走上前问牠何为恐惧，大蛇便张开嘴露出獠牙威胁他（「巨人的动机」），接着他们打起来。最后，齐格弗里德把剑插入大蛇的心窝（「剑的动机」/「齐格弗里德的动机」），巨蛇痛苦的卷曲起来大声咆哮（「憎恨的动机」），当牠倒下的时候血溅在齐格弗里德的手上，他把手指举到唇边舔，一瞬间，他听懂了小鸟的语言。小鸟告诉齐格弗里德指环和隐形头盔的事情，齐格弗里德谢过牠们，走进洞中寻找。
米梅跟在齐格弗里德的身后走出来，阿尔贝里希拦住他，两个人争执起来。这时齐格弗里德带着指环与隐形头盔从洞中走出来（「指环的动机」/「莱茵黄金的动机」/「少女的动机」），看见他阿尔贝里希恐惧的溜走。小鸟飞过来，它们叮咛齐格弗里德要当心米梅。米梅端着有毒的汤走来，他强迫齐格弗里德喝汤，看穿他的齐格弗里德一剑将他刺死（「号角的动机」/「尼伯龙根的动机」与「诅咒的动机」）。齐格弗里德疲倦的靠着树坐下，他感到十分孤独，他抬头问树上的小鸟在哪里他能找到一个朋友（变化过的「号角的动机」）。小鸟唱起关于沉睡在被烈火包围的岩石山上的布倫希爾德的故事（「小鸟的动机」），这打动了齐格弗里德，他请求小鸟带他去找布倫希爾德（「喜悦的动机」）。

### 第3幕
前奏曲、「自然的动机」与「女武神的动机」融合，「契约的动机」解释了布倫希爾德沉睡的惩罚，并隐含着「諸神黄昏的动机」，背后伴着女武神在空中骑马的声音，「命运的动机」作为高潮结束前奏曲。
岩石山荒凉的山脚处。阴郁的黑夜，暴风雨肆虐。扮作流浪者的沃坦唤醒沉睡中的智慧女神埃尔达（「埃尔达的动机」），她询问众神的未来。智慧女神的周围缠绕着光的丝线，她睁开眼睛，只说齐格弗里德与布倫希爾德能够摆脱诅咒（「爱情的动机」），对于众神的命运却避不作答（「瓦爾哈拉的动机」）。失望的沃坦十分苦闷只得将埃尔达送回梦乡，他已厌倦了与命运抗争，他隐隐的感到有一种新的力量将改变现状，神的时代正在衰败。
小鸟引着齐格弗里德来到岩石山（「小鸟的动机」），沃坦执枪横加阻拦，急于见到布倫希爾德的齐格弗里德觉得讨厌，便挥剑去劈（「剑的动机」），没想到竟砍断了象征众神之王沃坦权利与力量的长枪，沃坦看着齐格弗里德满意的离去（「契约的动机」）。山顶上一圈火焰熊熊燃烧（「火焰的动机」/「洛戈的动机」），红色的火光照亮了黑夜，齐格弗里德吹响了他的号角，无畏的踏进烈火中（「齐格弗里德的动机」），火焰在他的面前消退，最后化为了云烟飘散。天空变得晴朗，齐格弗里德发现了在盾牌下沉睡的布倫希爾德（「女性的动机」/「安眠的动机」），他将盾牌搬开，用剑割开头盔（「剑的动机」），终于看见美丽的布倫希爾德（「福瑞雅的动机」/「弗里卡的动机」），这是他第一次看见女人，心里又惊又喜（「维尔塞的动机」/「喜悦的动机」），情不自禁的俯身亲吻布倫希爾德。布倫希爾德醒来，唱起了赞美阳光的歌（「觉醒的动机」/「感谢的动机」）。凝固的美丽慢慢生动起来，金色的头发在风中飞扬，眼神高贵，布倫希爾德问将她唤醒的英雄是谁（「齐格弗里德的动机」），齐格弗里德说出了自己的名字（「命运的动机」）。两个人相互凝视，心里欢喜，说着甜蜜的话语（「热情的动机」），接着布倫希爾德讲起了往事，她是如何违抗沃坦来帮助齐格弗里德的父母（「维尔塞族的动机」/「申诉的动机」），以及齐格蒙德与齐格琳德之间的爱情，还说了瓦爾哈拉天宫的情形（变化后的「瓦爾哈拉的动机」）。齐格弗里德的心已经陷入了爱情，可是这种陌生的感情令他不安（「为难的动机」），而布倫希爾德也在为被永远的驱逐出女武神行列的命运感到悲伤，但强烈的爱情驱散了他们心中的阴影（「纯洁的动机」），人性中美好的感情如一道暖流注入彼此的心中（「幸福的动机」），两个人立下了永远相爱的誓言（「爱情的动机」）。

## 外部連結
- Richard Wagner - Siegfried （页面存档备份，存于）- 收集了歌劇的舊海報，介紹華格納歌劇的主旨。
- Wagner Operas - 相片、製作資料、錄音、劇本、音訊檔案。
- Opera Guide - 故事，劇本，重點。